# Institut français d'Allemagne
 (février 2025).
L'Institut français d'Allemagne regroupe les différents établissements de la présence culturelle française en Allemagne. Dans sa forme actuelle, il existe depuis 2009 et a fusionné le 1er janvier 2012 avec le Service culturel de l'Ambassade de France à Berlin. Son but est de promouvoir les échanges culturels et linguistiques entre la France et l'Allemagne.

## Structure
Créée en 2009, l’entité « Institut français d’Allemagne », dirigée par le Conseiller culturel de l'Ambassade de France, regroupe dans un réseau les différents établissements de la présence culturelle française en Allemagne. Le réseau culturel français en Allemagne a été profondément réorganisé au cours des années 2000.
L'Institut français d'Allemagne fédère aujourd'hui 11 Instituts français et 3 antennes culturelles, qui sont des structures allégées. Il entretient par ailleurs des relations étroites avec dix centres franco-allemands.
Plus de vingt-quatre villes d'Allemagne accueillent ainsi une représentation culturelle française.

### Les Instituts français et les antennes culturelles
Les Instituts français :
- Berlin[IF 1]
- Düsseldorf[IF 2]
- Hambourg [IF 3]
- Brême [IF 4]
- Köln[IF 5]
- Mayence [IF 6]
- Munich [IF 7]
- Dresde [IF 8]
- Leipzig [IF 9]
- Stuttgart [IF 10]

Les antennes culturelles :   
- Kiel [IF 11]

En pratique, dans le réseau, les onze Instituts restent autonomes : chacun des onze directeurs conserve son propre budget et définit son propre programme culturel. La mise en place d’une structure fédérale à Berlin a cependant permis de les décharger de la majeure partie de leurs tâches administratives et, surtout, de développer la cohérence des programmes et des activités sur le territoire allemand. Les Instituts profitent en effet des propositions des Bureaux spécialisés du Service culturel de l’Ambassade pour leur programmation culturelle, et d’un fonctionnement en réseau qui accroît la notoriété de la structure, et la diffusion de l’offre culturelle et linguistique auprès d’un plus grand nombre de partenaires.

### Les dix instituts franco-allemands
Les Instituts franco-allemands (Deutsch-französisches Institut, parfois aussi appelés Deutsch-französisches Kulturinstitut) travaillent en étroite collaboration avec l’Institut français d’Allemagne.
Ce sont des organismes indépendants portés pour l’essentiel par les villes et les Länder. L’Institut français d’Allemagne les soutient sur le plan financier, mais surtout par l’accès qui leur est donné aux prestations – informatiques, de communication, de programmation culturelle – de l’Institut français d’Allemagne et du Service culturel.
- Aix-la-Chapelle
- Bonn
- Erlangen [2]
- Essen
- Fribourg-en-Brisgau
- Karlsruhe
- Rostock
- Sarrebruck
- Tübingen

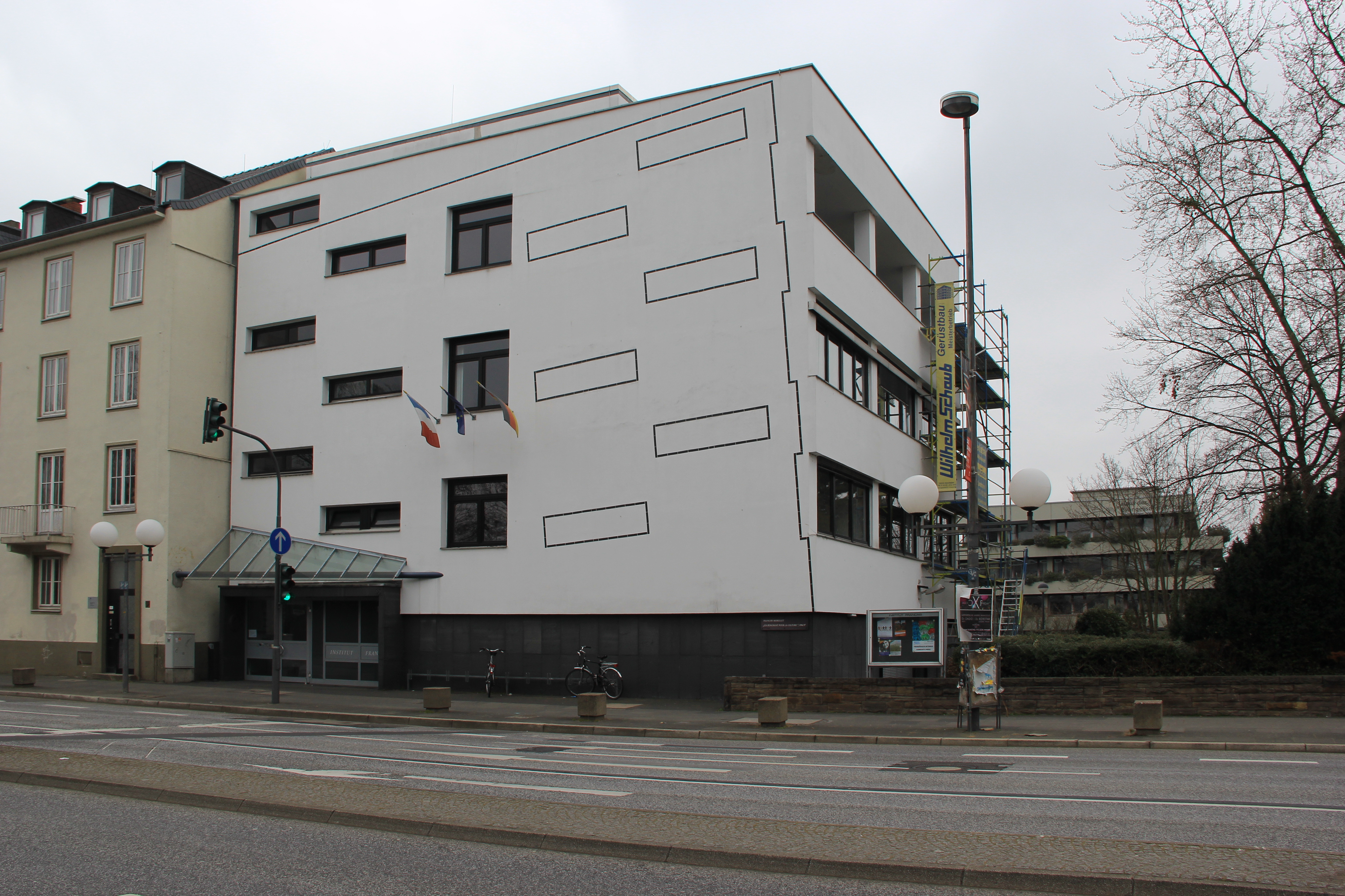
Institut franco-allemand de Bonn.

En outre, il y a l'Institut franco-allemand à Ludwigsbourg, un centre de recherche et de documentation indépendant sur la France contemporaine et les relations entre l'Allemagne et la France.

### Relations avec le Service culturel de l’Ambassade de France
Le SCAC (Service de coopération et d’action culturelle) est une unité de travail de l’Ambassade de France en Allemagne, qui est également dirigée par le Conseiller culturel. Celui-ci conseille l’Ambassadeur dans le domaine culturel.
Cette direction unique permet aux deux structures de collaborer de plus en plus étroitement. Il est ainsi plus facile d’étendre les initiatives locales au niveau fédéral ; plus généralement, les cloisonnements s’estompent qui ont pu ou peuvent encore exister entre les différents secteurs de la culture, de l’enseignement du français, de la coopération universitaire ou encore plus généralement entre Berlin et les Instituts.
À présent, les deux structures ne se distinguent presque plus l’une de l’autre, l’objectif à moyen terme étant une réelle fusion des deux structures.

#### Les bureaux spécialisés du Service culturel
Les bureaux spécialisés du Service culturel sont au nombre de cinq (Bureau export de la Musique, Bureau du Théâtre et de la Danse, Bureau des Arts Plastiques, Bureau du Cinéma et des Médias, Bureau du Livre et de l’Édition).
Ils sont chargés de la diffusion en Allemagne du meilleur de la création française et organisent ou soutiennent semaines du cinéma français, expositions et performances, concerts, tournées d’écrivains, rencontres d’éditeurs, spectacles de danse et de théâtre, etc.
Leurs missions sont de trois ordres :
- une activité de conseils, d’expertises, de mise en réseau de spécialistes de chaque côté du Rhin, au service des professionnels de chaque domaine.
- une activité de soutien à la diffusion de la création culturelle et artistique française sur l’ensemble du territoire allemand, à destination de tous publics.
- ils initient également des manifestations de grande ampleur (échanges de galeries, semaines du cinéma, tournées de musiciens, …), participant ainsi au rapprochement des scènes artistiques et littéraires.

## Activités

### Programmation culturelle
L’Institut français d’Allemagne propose un programme culturel dense et de haute qualité : lectures d’auteurs français, conférences et débats, semaines du cinéma français, expositions parfois communes avec des médias français indépendants… 
Chaque Institut dispose d’une médiathèque, où il est possible d’emprunter des livres en français (classiques de la littérature française et nouveaux succès), et des DVD de films français récents. Des ateliers pour enfants y sont aussi régulièrement organisés.
À titre d’exemple, 1 078 livres français ont été traduits en allemand en 2009, 40 nouveaux films français ont attiré près de six millions de spectateurs allemands, et plus de 1 100 musiciens et interprètes français ont pu se produire en Allemagne.

### Enseignement du français et coopération universitaire
Chaque Institut propose des cours de français langue étrangère selon différentes modalités, du cours particulier, au cours en groupe, en passant par des cours organisés à la demande selon les besoins des entreprises.
Ils sont aussi centre d’examen pour les différents diplômes officiels de langue française.
Ainsi, sur l’année scolaire 2009/2010, 10 000 élèves ont fréquenté les cours de l’Institut Français d’Allemagne.

L’Institut français d’Allemagne, et le Service Culturel engagent aussi d’importantes opérations de promotion de la langue française et de coopération éducative en Allemagne, avec succès : 1,7 million d’élèves allemands apprennent aujourd'hui le français (soit 1 élève sur 5). Le français reste de loin la 2e langue vivante enseignée en Allemagne, et 6 500 élèves sont inscrits dans les établissements scolaires français en Allemagne.
Le bureau de la coopération linguistique et éducative est à l’origine ou partenaire de nombreuses initiatives franco-allemandes, dont le programme FranceMobil, grâce auquel des lecteurs de français se déplacent tout au long de l’année dans de nombreuses écoles allemandes. Depuis 2002, plus de 500 000 élèves allemands ont reçu la visite d’un lecteur France-Mobil.

## Maison de France
Sur le Kurfürstendamm (Berlin) se trouve la Maison de France, où siège l'Institut français. Sur 4000 m², elle compte un cinéma, une bibliothèque et des salles de cours. Ouverte en 1950, alors ex-zone d'occupation britannique, elle est un lieu emblématique des relations franco-allemandes. En 1983, le bâtiment, qui accueille aussi le consulat français, est la cible d'un attentat du terroriste Carlos, aidé de la Stasi, provoque un mort, une vingtaine de blessés et de gros dégâts. Reconstruit, l'édifice est inauguré par François Mitterrand et Helmut Kohl en 1985. Des dizaines de personnalités y ont donné des conférences, Eugène Ionesco, René Clair, Alain Robbe-Grillet ou encore Gisèle Freund avant la chute du mur, et Benoîte Groult, Élisabeth et Robert Badinter, Serge et Beate Klarsfeld, Miss.Tic, Plantu ou encore Alain Finkielkraut après. Chaque année, environ 2000 Allemands y apprennent le français. En 2013, un projet de déménagement du site pour raisons budgétaires suscite une polémique du fait de l'attachement des Berlinois à l'histoire du lieu, une pétition recueillant 13 000 signatures, notamment celle du réalisateur Wim Wenders, qui avait tourné des scènes du film Les Ailes du désir devant le bâtiment.